# Juan de la Cosa
Juan de la Cosa (cca 1450-1460? Santoña, Kantábrie – 28. února 1510 Turbaco, Kolumbie) byl baskický mořeplavec a kartograf. Na jeho mapě Carta de marear z roku 1500 jsou poprvé zanesena nově objevená území a byl první, kdo vyslovil domněnku, že byl nalezen nový světadíl, na rozdíl od Kryštofa Kolumba, který stále věřil, že doplul do Asie.

## Objevné plavby
Účastnil se první, druhé a 3. výpravy Kryštova Kolumba v letech 1492–1500, během té doby podnikl ještě několik plaveb v okolí Nového světa. V roce 1498 zkoumal pobřeží Kuby, rok nato plul s Alonsem de Hojedou a Amerigem Vespuccim podél venezuelského pobřeží. Byl s nimi mezi prvními, kteří vkročili na jihoamerickou pevninu v Parijském zálivu. Zároveň prozkoumali pobřeží od ústí řeky Essequibo k mysu de la Vela. V letech 1500–1502 prozkoumal s Rodrigem de Bastidasem Panamskou šíji. Další výpravy v letech 1504–1508 nepřinesly žádné objevy, které by zaujaly jeho výpravu. Rok nato se neúspěšně společně s Hojedou pokoušel o kolonizaci severního pobřeží Jižní Ameriky. V roce 1510 se znovu pokoušel kolonizovat území dnešní Kolumbie, ale v boji s Indiány byl zabit otráveným šípem.

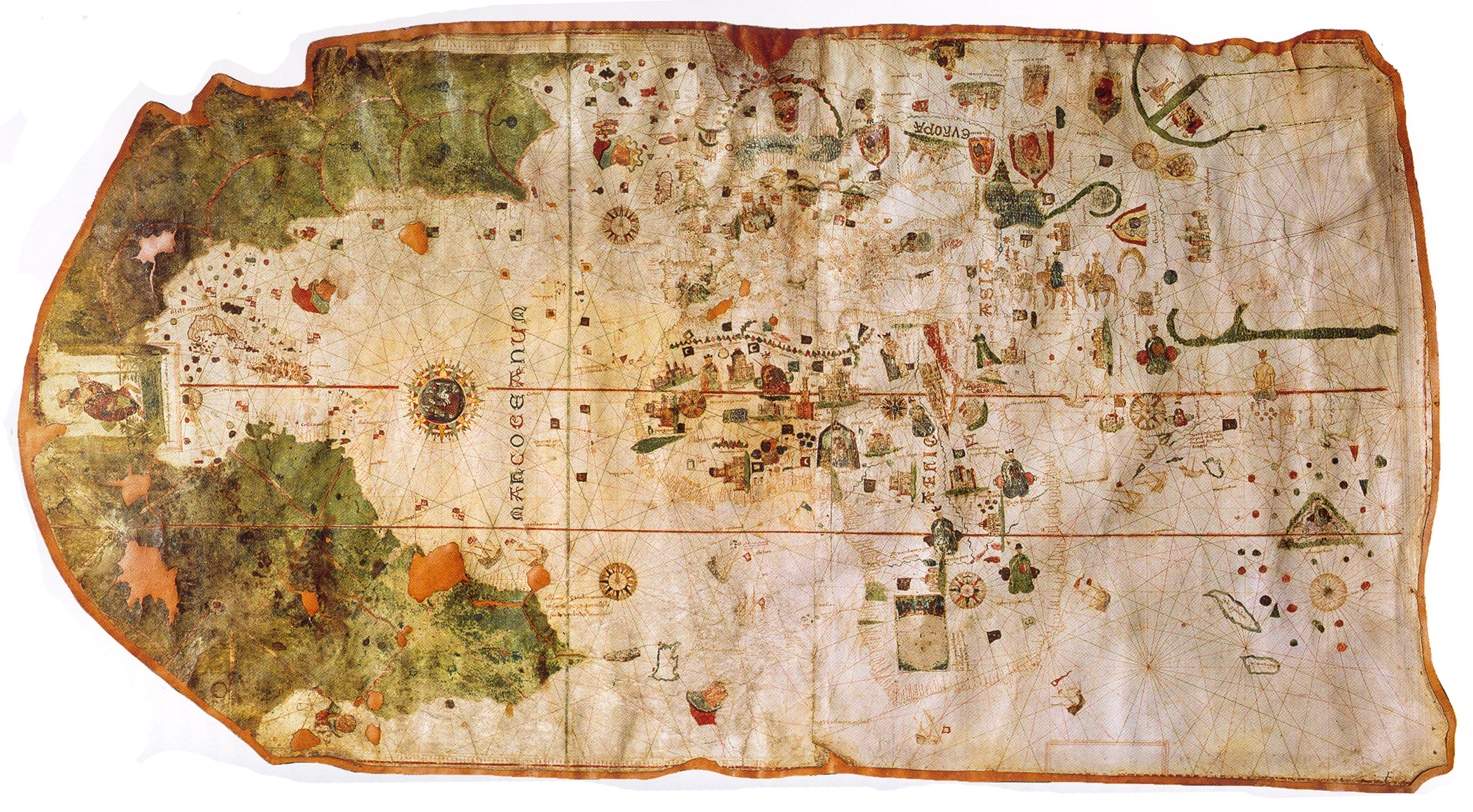
Mapa Juana de la Cosy z roku 1500, která poprvé ukazuje Nový svět.